# Rhogepeolus emarginatus
Rhogepeolus emarginatus är en biart som först beskrevs av Jesus Santiago Moure 1955.  Rhogepeolus emarginatus ingår i släktet Rhogepeolus och familjen långtungebin. Inga underarter finns listade i Catalogue of Life.